# 中華民國足球冠軍
中華民國足球冠軍是指奪得中華民國（台灣）國內最高等級男子職業足球聯賽的冠軍隊伍，包括1983年至2007年的企業足球聯賽、2007年至2016年的全國城市足球聯賽以及2017年成立的台灣企業甲級足球聯賽的聯賽冠軍，現時最高等級足球聯賽為台灣企業甲級足球聯賽。以下列表為1983年至2020年歷年中華民國足球冠軍。截止2020年賽季，共有6支球隊曾經奪得中華民國足球冠軍。

## 企業足球聯賽（1983年－2007年）
括號中的數字表示球隊獲勝次數。
| 年份      | 冠軍（次數）  | 亞軍             | 季軍             |
| --------- | ------------- | ---------------- | ---------------- |
| 1983年    | 飛駝（1）     | 台北銀行         | 台電             |
| 1984年    | 飛駝（2）     | 陸光             | 台北銀行         |
| 1985年    | 飛駝（3）     | 台北銀行         | 陸光             |
| 1986年    | 台北銀行（1） | 飛駝             | 陸光             |
| 1987年    | 台電（1）     | 飛駝             | 台北銀行         |
| 1988年    | 飛駝（4）     | 台電             | 陸光             |
| 1989年    | 台北銀行（2） | 飛駝             | 陸光             |
| 1990年    | 台電（2）     | 台北銀行         | 陸光             |
| 1991年    | 台北銀行（3） | 陸光             | 台電             |
| 1992年    | 台電（3）     | 大同             | 飛駝             |
| 1993年    | 飛駝（5）     | 台電             | 台北銀行         |
| 1994年    | 台電（4）     | 台北銀行         | 陸光             |
| 1995年    | 台電（5）     | 大同             | 台北銀行         |
| 1996年    | 台電（6）     | 大同             | 台北銀行         |
| 1997年    | 台電（7）     | 大同             | 台灣體院         |
| 1998年    | 台電（8）     | 台北銀行         | 飛駝             |
| 1999年    | 台電（9）     | 大同             | 國軍             |
| 2000—01年 | 台電（10）    | 大同             | 味丹台體         |
| 2001—02年 | 台電（11）    | 大同             | 銘傳大學         |
| 2002—03年 | 台電（12）    | 國訓             | 台北體院         |
| 2004年    | 台電（13）    | 大同             | 銘傳大學         |
| 2005年    | 大同（1）     | 台電             | 國訓             |
| 2006年    | 大同（2）     | 台電             | 中國鋼鐵（國奧） |
| 2007年    | 台電（14）    | 墾丁夏都（國訓） | 大同             |
| 2008年    | 台電（15）    | 大同             | Molten佐儀       |

## 全國城市足球聯賽（2007年－2016年）
2006年因改革企業足球聯賽，同時中華足協開始籌備成立全國城市足球聯賽，導致2007年至2008年一年同時出現兩個頂級足球聯賽，舊有的企業足球聯賽獲富邦集團贊助於2007年1月13日至2007年3月17日進行；新成立的全國城市足球聯賽則於9月1日至12月9日進行。2008年的企業足球聯賽於1月6日至4月13日；全國城市足球聯賽則於8月23日至11月22日進行。亞洲足協於2007年及2008年承認企業足球聯賽為中華民國頂級足球聯賽，冠軍隊伍可以參加來屆亞洲足協會長盃。
| 年份        | 冠軍（次數）   | 亞軍      | 季軍      |
| ----------- | -------------- | --------- | --------- |
| 2007年      | 北市大同（3）  | 南縣      | 宜縣      |
| 2008年      | 高縣台電（16） | 家成興    | 南縣鴻鑫  |
| 2009年      | 高市耀迪（1）  | 高縣台電  | 台南縣    |
| 2010年      | 高縣台電（17） | 北體asics | 北市大同  |
| 2011年      | 高市台電（18） | 北市大同  | Hasus台體 |
| 2012年      | 高市台電（19） | 北市大同  | 國訓中心  |
| 2013年      | 北市大同（4）  | 高市台電  | 台中市龍  |
| 2014年      | 台灣電力（20） | 國訓      | 台中FC    |
| 2015 - 16年 | 高市台電（21） | 北市大同  | 台灣體大  |

## 台灣企業甲級足球聯賽（2017年－現在）
| 年份   | 冠軍（次數）  | 亞軍       | 季軍       |
| ------ | ------------- | ---------- | ---------- |
| 2017年 | 北市大同（5） | 高市台電   | 輔大航源   |
| 2018年 | 北市大同（6） | 高市台電   | 航源F.C.   |
| 2019年 | 北市大同（7） | 高市台電   | 航源F.C.   |
| 2020年 | 南市台鋼（1） | 高市台電   | 台中FUTURO |
| 2021年 | 南市台鋼（2） | 高市台電   | 台中FUTURO |
| 2022年 | 南市台鋼（3） | 台中FUTURO | 高市台電   |
| 2023年 | 南市台鋼（4） | 臺灣石虎   | 高市台電   |
| 2024年 | 南市台鋼（5） | 台中FUTURO | 新北航源   |

## 奪冠次數
| 球會                          | 冠軍次數 | 亞軍次數 | 冠軍年份 | 亞軍年份 |
| ----------------------------- | -------- | -------- | --- | --- |
| 台電 / 高市台電 / 高縣台電    | 21       | 11       | 1987年，1990年，1992年，1994年，1995年， 1996年，1997年，1998年，1999年，2001年， 2002年，2003年，2004年，2007年，2008年， 2008年，2010年，2011年，2012年，2014年， 2015 - 16年 | 1989年，1994年，2005年，2006年，2009年， 2013年，2017年，2018年，2019年，2020年， 2021年                      |
| 大同 / 北市大同 / 臺灣石虎    | 7        | 13       | 2005年，2006年，2007年，2013年，2017年， 2018年，2019年 | 1992年，1995年，1996年，1997年，1999年， 2001年，2002年，2004年，2008年，2011年， 2012年，2015 - 16年，2023年 |
| 飛駝                          | 5        | 3        | 1983年，1984年，1985年，1988年，1993年 | 1986年，1987年，1989年                                                                                        |
| 南市台鋼                      | 5        | 0        | 2020年，2021年，2022年，2023年，2024年 | |
| 台北銀行                      | 3        | 5        | 1986年，1989年，1991年 | 1983年，1985年，1990年，1994年，1998年                                                                        |
| 高市耀迪 / 家成興             | 1        | 1        | 2009年 | 2008年 |
| 陸光 / 國訓 / 國軍 / 墾丁夏都 | 0        | 5        | | 1984年，1991年，2003年，2007年，2014年                                                                        |
| 南縣                          | 0        | 1        | | 2007年 |
| 北體asics                     | 0        | 1        | | 2010年 |
| 台中FUTURO                    | 0        | 2        | | 2022年，2024年`                                                                                               |

## 外部鏈接
- RSSSF 上的列表 （页面存档备份，存于）